# آدلاید کلمنس
ادلاید کلمنس (زادهٔ ۳۰ نوامبر ۱۹۸۹) بازیگر استرالیایی است. وی در سال ۲۰۰۸ نامزد جایزه لوجی (logie award) به خاطر نقش خود در مجموعه تلویزیونی «روش زندگیم را دوست دارم» شد. وی در سال ۲۰۱۲ در فیلم پایان رژه به عنوان شخصیت اصلی وارد شد. او همچنین در نقش شخصیت هدر میسون در فیلم تپه خاموش: مکاشفات بازی کرده است.از دیگر فیلم های او میتوان به هدر رفته در جوانی، نسل ام... و اقیانوس آرام اشاره کرد.